# PIE TA 1
Der TA 1 war ein zweiachsiger Akkumulatortriebwagen der Peine-Ilseder Eisenbahn. Er wurde 1901 als Einzelstück von der MAN beschafft und sollte teilweise den Personenverkehr übernehmen.

## Geschichte und Einsatz
Um den Personenverkehr auf der Peine-Ilseder Eisenbahn zu rationalisieren (bis 1900 gab es nur gemischte Züge) und attraktiver zu gestalten, bestellte die Gesellschaft bei MAN für die verkehrsschwachen Zeiten einen batteriebetriebenen straßenbahnähnlichen Triebwagen.
1909 und 1920 kamen zwei weitere, größere vierachsige Fahrzeuge hinzu. Zusammen mit diesen Fahrzeugen und einigen Beiwagen wurden bis 1957 der gesamte Personenverkehr abgewickelt. Die Ablösung erfolgte im selben Jahr durch mehrere MAN-Schienenbusse. 1955 hatte der Triebwagen noch einmal eine Hauptuntersuchung erhalten und war noch bis 1959 im Lokschuppen in Bülten untergestellt.

## Konstruktive Merkmale
Vom Aufbau her entsprach das Fahrzeug einer Straßenbahn mit Akkumulatoren, wie es sie seit 1881 in Europa schon mehrfach gab. Das zweiachsige Fahrzeug mit dem Achsstand von 2,2 m bestand aus den beiden Einstiegsräumen und dem dazwischen liegenden Fahrgastraum mit Oberlicht. Der Triebwagen hatte 14 Sitzplätze auf zwei Längsbänken und 10 Stehplätze. Die Akkumulatoren, die aus insgesamt 56 Zellen bestanden, waren unter den Sitzen des Fahrgastraumes untergebracht. Sie lieferten Strom für die beiden in Tatzlager-Bauweise angeordneten Fahrmotoren. Die Technik war einfach, robust und zuverlässig.
Bei der Auslieferung hatte der Wagen auf jeder Seite ein großes Fenster in der Mitte und zwei kleinere Fenster an der Seite, später wurde das Mittelfenster mit zwei senkrechten Stegen unterteilt. Die Einstiegsbühnen hatten zunächst nur halbhohe Gittertüren, später gab es dann geschlossene Türen.